# Сябур, Бахыш-бек
Бахыш-бек Асад-бек оглы Везиров (азерб. Baxış bəy Əsəd bəy oğlu Vəzirov, 27 августа 1863, Мирзаджамаллы, Шушинский уезд, Елизаветпольская губерния, Российская империя — 1931, Ташкент, Узбекская Советская Социалистическая Республика, СССР) — азербайджанский поэт XIX—XX веков, член литературного общества «Меджлиси-фарамушан».

## Биография
Бахиш-бек Везиров родился 27 августа 1863 года в селе Мирзаджамаллы (Шарифбейли) Варандинского магала Шушинского уезда в семье поэта и врача Асад-бека Везирова. Закончил Шушинское реальное училище. Он знал несколько языков. Бахиш-бек переехал в Ташкент, после того как некоторое время работал в государственных учреждениях в Шуше и Баку. Согласно Салману Мумтазу, который описывал его пребывание в Ташкенте, «это был ценный вклад в образование и культуру». Бахиш-бек писал свои произведения под псевдонимом «Сябур». Поэт скончался в Ташкенте в 1931 году.